# Constante de estrutura fina
Constante de estrutura fina é a constante física que caracteriza a magnitude da força eletromagnética. Pode ser definida como
{\displaystyle \alpha ={\frac {e^{2}}{\hbar c4\pi \epsilon _{0}}}\ ={\frac {e^{2}}{2\epsilon _{0}hc}}}.
Nessa definição, {\displaystyle e} é a carga do elétron, {\displaystyle h} a constante de Planck, {\displaystyle \hbar } é a constante de Planck dividida por {\displaystyle 2\pi }, {\displaystyle c} a velocidade da luz no vácuo e {\displaystyle \epsilon _{0}} a permissividade do vácuo.
A constante de estrutura fina é adimensional, ou seja, seu valor não depende do sistema de unidades de medida usado. Segundo o CODATA, a constante vale:
{\displaystyle \alpha =7.297352568(24)\times 10^{-3}={\frac {1}{137.03599911(46)}}\ } .
Arnold Sommerfeld introduziu esta constante em 1916, ainda servindo como material de estudo dentro da física quântica, física atômica, física de partículas e teoria quântica.